# 流氓太保3
《流氓太保3》（英語：Class of Nuke 'Em High 3: The Good, the Bad and the Subhumanoid，在大銀幕上被稱為）是一部1994年美國科幻恐怖喜劇片，艾瑞克·盧齊爾執導，特羅馬娛樂製作，布瑞克·布朗斯基、麗莎·斯塔爾（Lisa Star）、約翰·塔爾曼（John Tallman）與麗莎·蓋耶主演。本片為1991年電影《流氓太保2》的續集，以及《流氓太保》系列電影的第三部作品。劇情講述前集主角羅傑·史密斯（Roger Smith）的雙胎兒子誕生，但其中一人遭綁架並培養成惡人，使特羅馬市再次陷入危機。
電影1994年10月20日洛杉磯首映，1995年7月12日美國DVD首映發行。

## 劇情
巨大特洛米被制伏的兩年後，特羅馬市（Tromaville）和核電廠恢復正常，英雄羅傑·史密斯成為現任市長，並為自己出生的兒子阿德萊而欣喜若狂。然而，妻子維多莉亞不幸去世，且羅傑不知道自己還有另一個孩子迪克，在醫院偷偷遭獨眼的爐渣博士為首的努卡瑪瑪公司（Nukamama Corporation）及惡霸「松鼠幫」（Squirrels）帶走，使迪克從小被培養成強大的惡人；而阿德萊則被父親培養成愛好昆蟲的善人大學生。今年2歲的阿德萊與從小照顧自己的奶媽崔西相戀。
阿德萊覺醒了自己天生身為亞人類的奇特力量，利用自己發光的右手幫助核電廠發電。爐渣博士與兩年前災難倖存的梅爾維娜·霍特教授合作，從事基因改造，企圖將特羅馬市變成有毒的荒地，自己得以統治一切。爐渣博士派遣迪克在鎮上四處作亂，嫁禍給同一張臉的阿德萊，並在之後綁架了阿德萊，以協助自己的邪惡計畫。在羅傑市長透過當年接生的護士向大眾揭示了惡行皆迪克所為，使校園的學生們與羅傑闖入核電廠與松鼠幫對抗。
阿德萊終與迪克相見，但迪克良心發現並阻止爐渣博士殺死阿德萊，爐渣博士則被自己的手下射傷了一隻眼，導致雙眼皆失明。阿德萊終與迪克將彼此發光的手緊握一塊，導致兩人化成一攤黏液，同時留下一顆蛋。崔西將蛋放入核電廠反應爐中，蛋孵化成一名嬰兒——第四代亞人類「莫伊赫·史密斯」。特羅馬市危機解除，爐渣博士倒台，羅傑市長將莫伊赫作為城鎮的希望；同時他還宣布將推出《流氓太保4》。

## 演員
- 布瑞克·布朗斯基（英语：Brick Bronsky）飾演羅傑·史密斯市長／阿德萊·史密斯／迪克·史密斯／嬰兒莫伊赫·史密斯（Mayor Roger Smith / Adlai Smith / Dick Smith / Baby Moishe Smith）
- 麗莎·斯塔爾（Lisa Star）飾演崔西（Trish）
- 約翰·塔爾曼（John Tallman）飾演爐渣博士（Dr. Slag, Ph.D.）
- 麗莎·蓋耶（英语：Lisa Gaye (actress, born 1960)）飾演梅爾維娜·霍特教授（Professor Melvina Holt）
- 阿爾伯特·貝爾（Albert Bear）飾演小蛋清（Li'l Eggwhite）
- 罗恩·杰里米飾演負責演講的教授
- 莉莎·羅蘭（Leesa Rowland）飾演維多莉亞（Victoria）

勞埃德·考夫曼聲演直昇機飛行員（未掛名）。

## 外部連結
- 官方网站
- 互联网电影数据库（IMDb）上《流氓太保3》的资料（英文）